# 宮ヶ瀬ダム周辺振興財団
公益財団法人宮ヶ瀬ダム周辺振興財団（こうえきざいだんほうじんみやがせダムしゅうへんしんこうざいだん）は、神奈川県愛甲郡清川村に本部を置く公益財団法人。県民の水源環境に対する理解を促進すること及び宮ヶ瀬湖周辺地域の活性化を推進することにより、都市と水源地域及び人と自然の交流・共存による宮ケ瀬湖周辺地域の振興と発展に寄与することを目的として設立された。観光庁登録DMO（地域連携DMO）。
2015年（平成27年）4月に神奈川県から、神奈川県立あいかわ公園の指定管理者として指定され管理を開始した。県立都市公園の指定管理者候補の選定結果について 
2016年（平成28年）4月に神奈川県から、神奈川県立宮ケ瀬湖周辺施設（神奈川県立宮ケ瀬やまなみセンター、神奈川県立宮ケ瀬湖集団施設地区及び鳥居原園地、神奈川県立宮ケ瀬湖カヌー場）の指定管理者として指定され管理を開始した。指定管理者候補の選定結果について
2017年（平成29年）11月28日に観光庁から、「日本版DMO」(地域連携DMO）の一つとして登録された。

## 沿革
- 1992年10月1日　地方自治体6団体及び民間10団体による基本財産15億円により厚木市に設立される[2]。
- 1994年3月29日　民間2団体が出資に加わり、基本財産2000万円を増額した。
- 1998年9月1日　事務所を愛甲郡清川村に移転。
- 2011年10月3日　公益財団法人に移行。
- 2017年11月28日 - 観光庁より日本版DMO（地域連携DMO）として正式登録認可を受ける[3]。

## 組織
- 総務経営課
- 企画振興課
- 施設課
- みやがせミーヤ館